# Ramón Puerta
Federico Ramón Puerta (9 de setembre de 1951) és un polític peronista que fou president interí de l'Argentina per un breu període al desembre de 2001.
Va ser governador de la província de Misiones entre 1991 i 1999. Després de ser elegit senador nacional pel seu partit el 1999, va ocupar interinament la presidència de la Nació al desembre de 2001, després que Fernando de la Rúa renunciés al seu càrrec.
A causa de la renúncia del vicepresident Carlos Álvarez en 2000, i en virtut de la llei de acefalía del poder executiu, la successió presidencial va recaure en el president provisional del Senat, càrrec que ocupava Puerta. Aquest va complir el mandat de convocar dintre de les 48 hores a l'Assemblea Legislativa per a triar un president que finalitzés el mandat del sortint. Reunida el 23 de desembre de 2001, l'Assemblea Legislativa va triar a Adolfo Rodríguez Saá per al càrrec. Dies després, Puerta va renunciar a la presidència del Senat al·legant motius de salut.